# Simon Eklund
Simon Eklund (* 10. Mai 1996) ist ein ehemaliger schwedischer Skispringer.
Simon Eklund startete am 1. und 2. August 2013 zum ersten Mal im Rahmen von zwei Wettbewerben in Kuopio im FIS-Cup, wo er einmal disqualifiziert wurde und einmal den 47. Platz belegte. Nach weiteren Starts im FIS-Cup debütierte Eklund 14. Dezember 2013 in Rena im Continental Cup, wurde aber disqualifiziert. Am 1. und 2. März 2014 nahm er in Falun erneut an Continental-Cup-Springen teil und erreichte die Plätze 50 und 51.
Bei den Schwedischen Meisterschaften 2014 in Falun im Februar 2014 gewann Eklund im Mannschaftswettbewerb die Goldmedaille. Er gehörte außerdem zur schwedischen Auswahl für das Europäische Olympische Jugendfestival 2013 und die Junioren-WM 2014.
Nachdem Eklund im Februar 2015 zusammen mit Jonas Sandell, Christian Inngjerdingen und Carl Nordin im Mannschaftsspringen der Nordischen Ski-WM 2015 in Falun nur den 13. und damit letzten Platz belegte, kam es seitdem zu keinem weiteren internationalen Wettkampfstart mehr.